# ترشکه
ترشکه (به مجاری:  Tereske) یک شهرداری در مجارستان است که در نوگراد واقع شده‌است. ترشکه ۱۷٫۰۴ کیلومتر مربع مساحت و ۷۱۴ نفر جمعیت دارد.